# Salsa (planta)
A salsa, salsinha ou perrexil [Petroselinum crispum (Mill.) Nym.; Apiaceae (Umbelliferae)] é uma planta herbácea bienal, podendo-se também cultivar como anual. Nativa da região mediterrânica central (sul de Itália, Argélia e Tunísia), naturalizada em toda a Europa, é amplamente cultivada como condimento ou hortaliça.
No Brasil o cheiro verde não é uma erva mas sim trata-se de uma mistura de salsa com cebolinha, mistura essa que é muito utilizada em receitas de culinária.

## Descrição

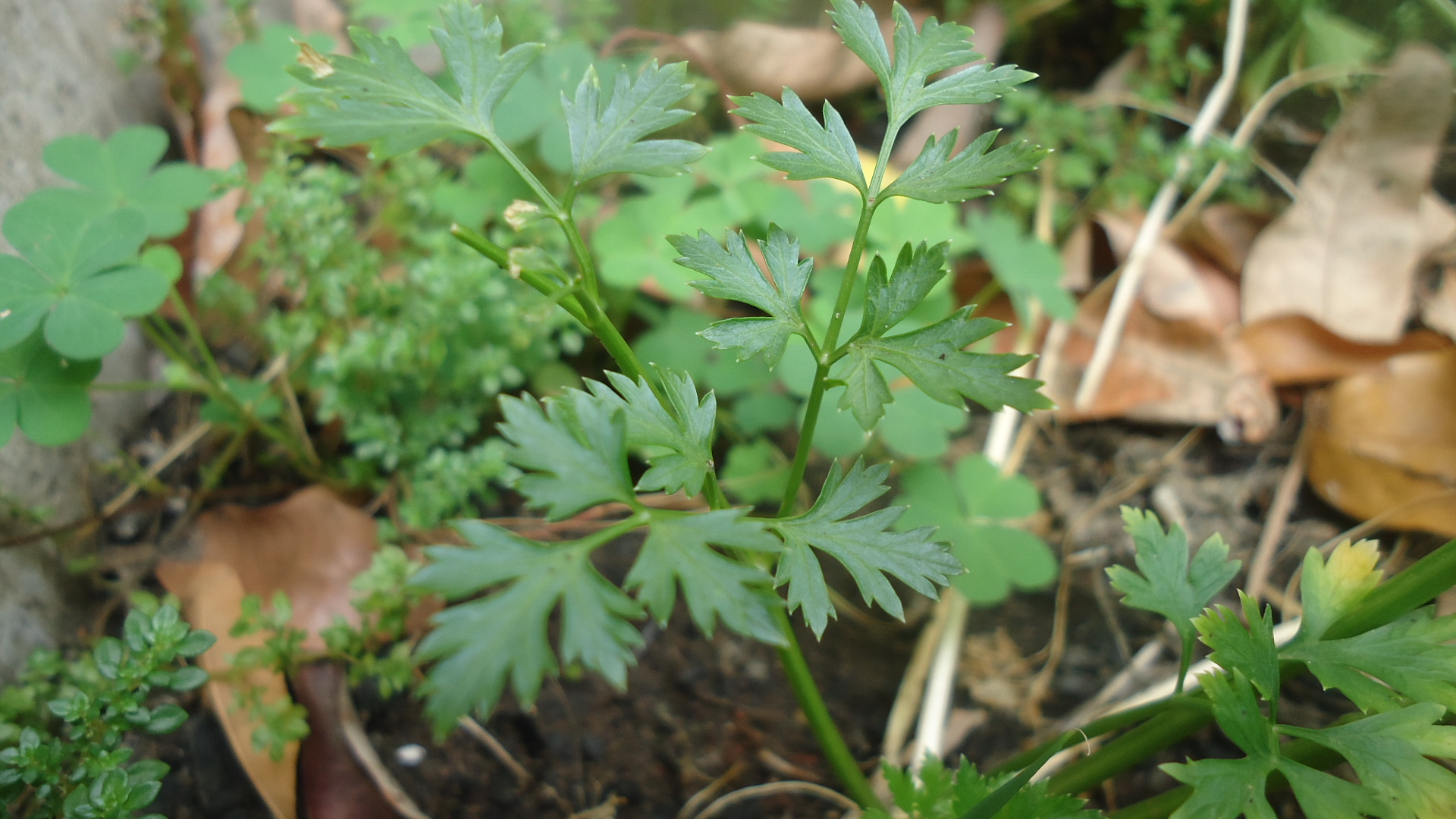
Salsa numa horta.

É uma planta bienal que, no primeiro ano, forma uma roseta de folhas muito divididas, alcança de 10 a 25 cm de altura e possui talos que podem chegar a exceder 60 cm, com floríferos de 1 a 3 cm  e um tubérculo usado como reserva para o inverno. No segundo ano, desenvolve um talo de flor de até 75 cm de altura com folhas esparsas e umbela de topo plano com  diâmetro de 3 a 10 cm, com várias flores verde-amareladas de 2 mm de diâmetro. As sementes são ovoides de 2 a 3mm. A planta normalmente morre após o amadurecimento das sementes.

## Cultivo
O cultivo da salsa faz-se há mais de trezentos anos, sendo uma das ervas aromáticas mais populares da gastronomia mundial.
A reprodução é feita por sementes, num local ensolarado e em solo drenado que não seja demasiado compacto. Também pode ser cultivada em vasos fundos numa janela ensolarada. Desenvolve melhor entre 22 e 30 °C. A germinação é lenta, durando de quatro a seis semanas, e, frequentemente, difícil, devido à furanocumarina que envolve a sua semente. Plantas cultivadas a partir dos talos são normalmente espaçadas em 10 cm, enquanto as cultivadas pela raiz são espaçadas em 20 cm para permitir o desenvolvimento da raiz.
A salsa atrai alguns animais. Certas espécies de borboletas põem seus ovos na planta. Quando eles eclodem, saem lagartas pretas com listras verdes e pontos amarelos que se alimentam da planta por duas semanas, até formarem a pupa. As abelhas e outros insetos que se alimentam de néctar visitam as flores, enquanto pássaros, como o pintassilgo-comum, se alimentam das sementes.

### Cultivo

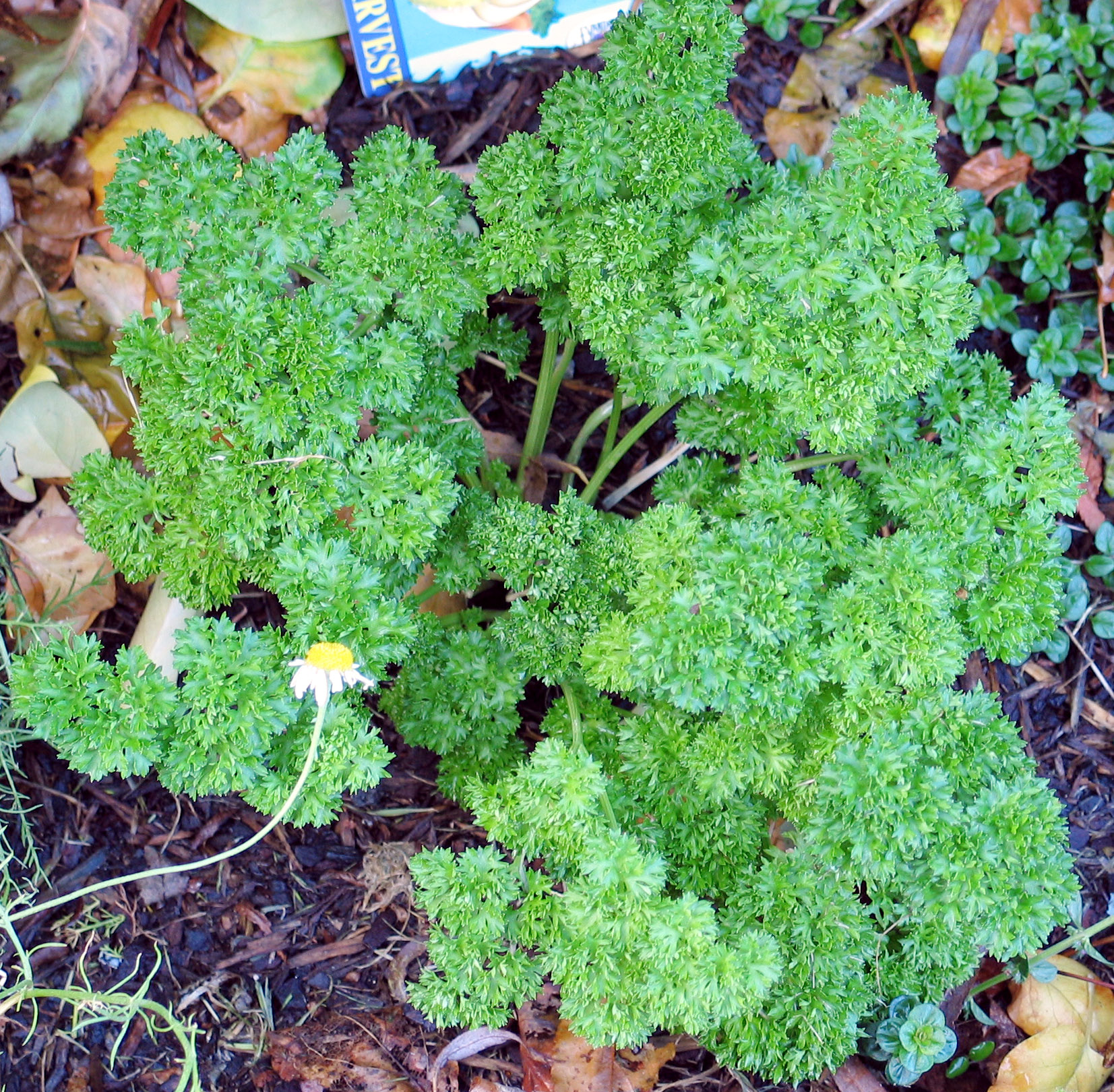
Salsinha, grupo crespo

No cultivo, a salsa é subdividida em vários grupos cultivares dependendo da forma da planta, que é relacionado a seu uso final. Elas são frequentemente tratadas como variedades botânicas, mas são seleções de cultivo, não de origem botânica natural.

#### Salsa de folhas
Os dois grupos principais de salsinha usados como ervas são as de folhas crespas (i.e.; P. crispum crispum group; syn. P. crispum var. crispum) e folhas lisas (P. crispum neapolitanum group; syn. P. crispum var. neapolitanum); desses, o grupo neapolitanum parece-se mais com a espécie selvagem. Alguns preferem cultivar a salsinha de folha lisa por ser mais fácil, sendo mais tolerante à chuva e ao sol, além de ter o sabor mais forte (apesar de discutível), enquanto a salsa de folhas crespas é preferida por outros devido à sua aparência mais decorativa. Um terceiro tipo,  cultivado no sul da itália, tem galhos grossos, parecidos com o salsão.

#### Salsa de raiz

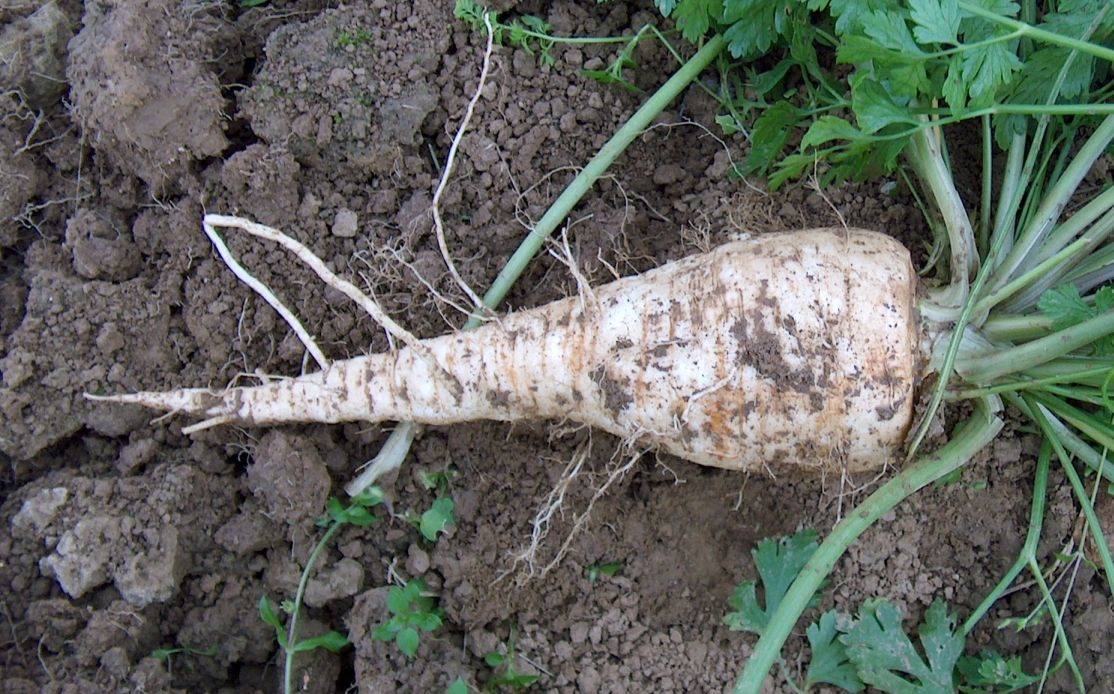
Petroselinum crispum tuberosum

A variedade de salsa grande Petroselinum crispum tuberosum (P. crispum radicosum group, syn. P. crispum var. tuberosum) possui uma raiz engrossada axonomorfa, parecida com a cherovia, que se consome como hortaliça crua ou cozida. Esta variedade tem folhas maiores e mais rugosas que a salsa comum, mais semelhantes à espécie silvestre.

## Benefícios e precauções
A salsa fresca é rica em vitaminas e a sua celulose ajuda o movimento intestinal. Além de seu largo uso decorativo, a salsinha provê vários benefícios à saúde. É uma boa fonte de antioxidantes (especialmente luteolina), ácido fólico, vitamina C e vitamina A. Entre os benefícios à saúde declarados estão propriedades anti-inflamatórias e melhora no sistema imune.
Entretanto, a salsa não deve ser consumida em excesso por mulheres grávidas. É segura em quantidades normais de alimento, mas, em grandes quantidades, pode ter efeito indutor de parto, devido a um dos componentes do óleo essencial, o apiol.

## Galeria

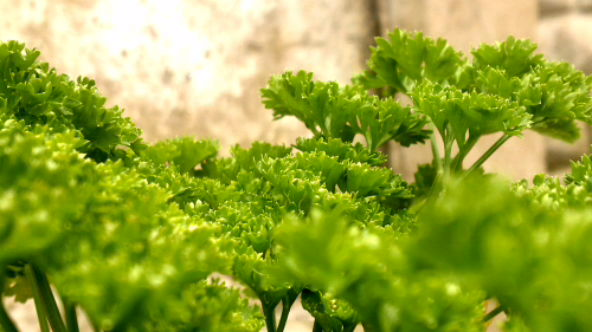
Folhas de salsa
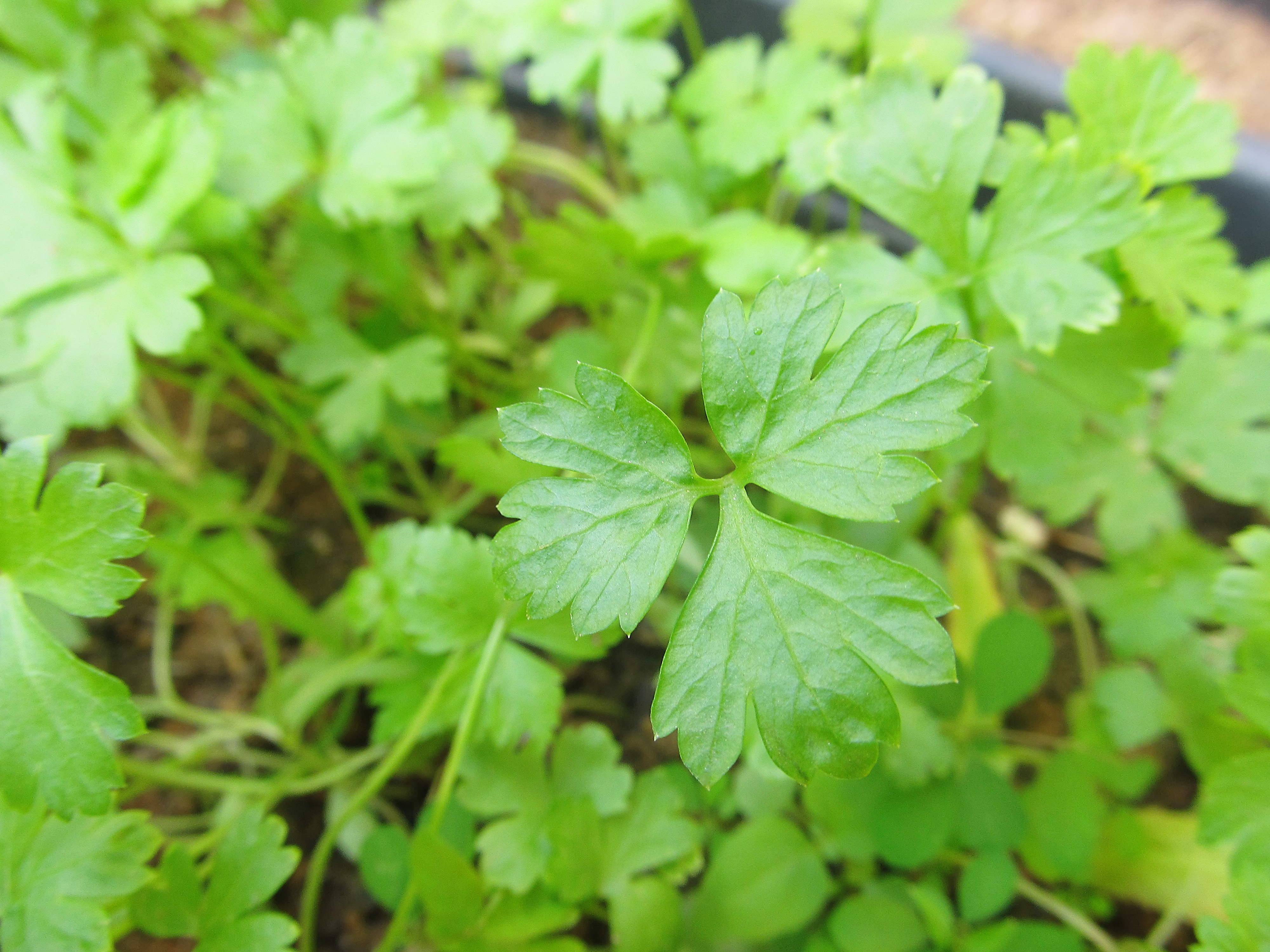
Folha vista de perto
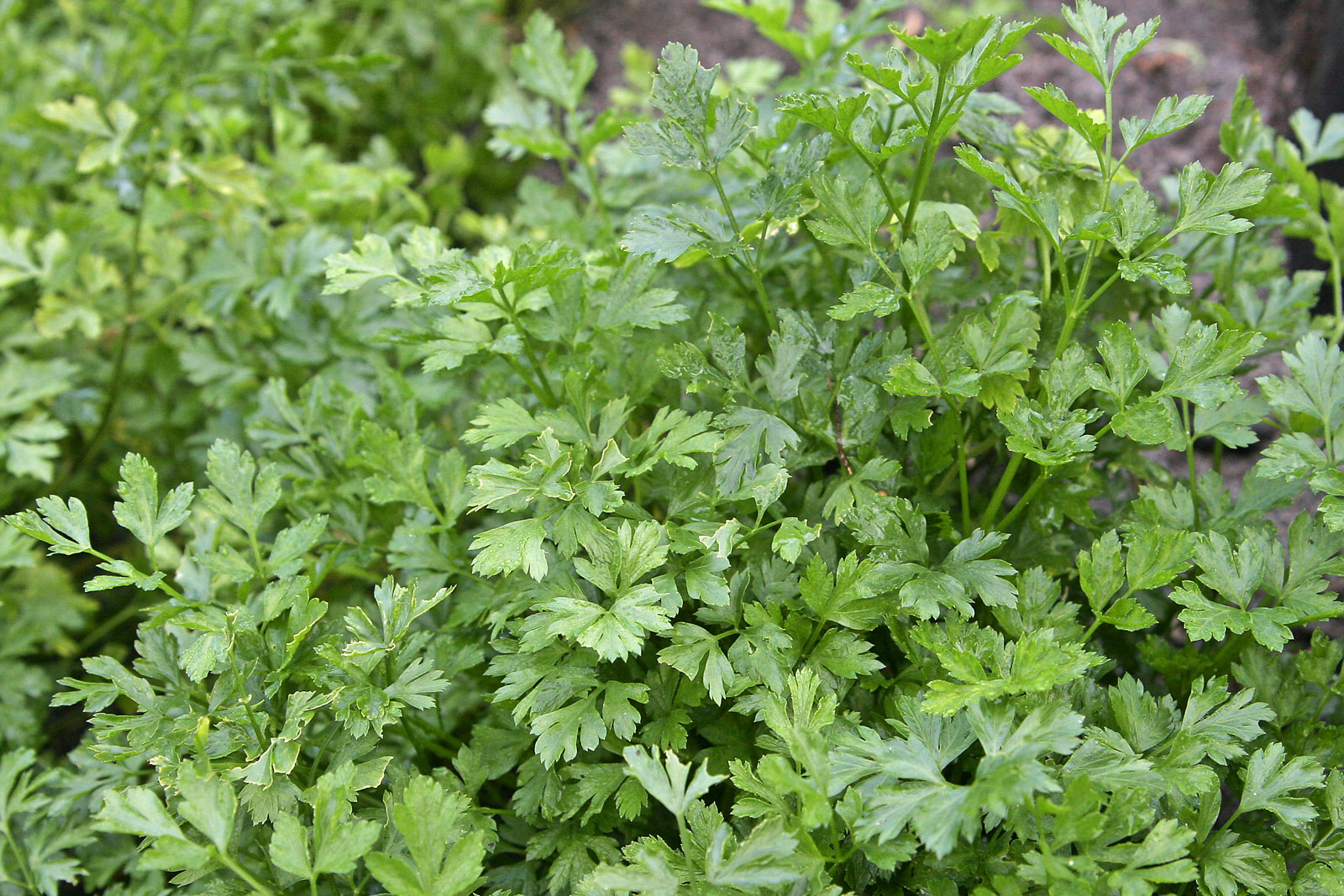
Salsinha de folha lisa
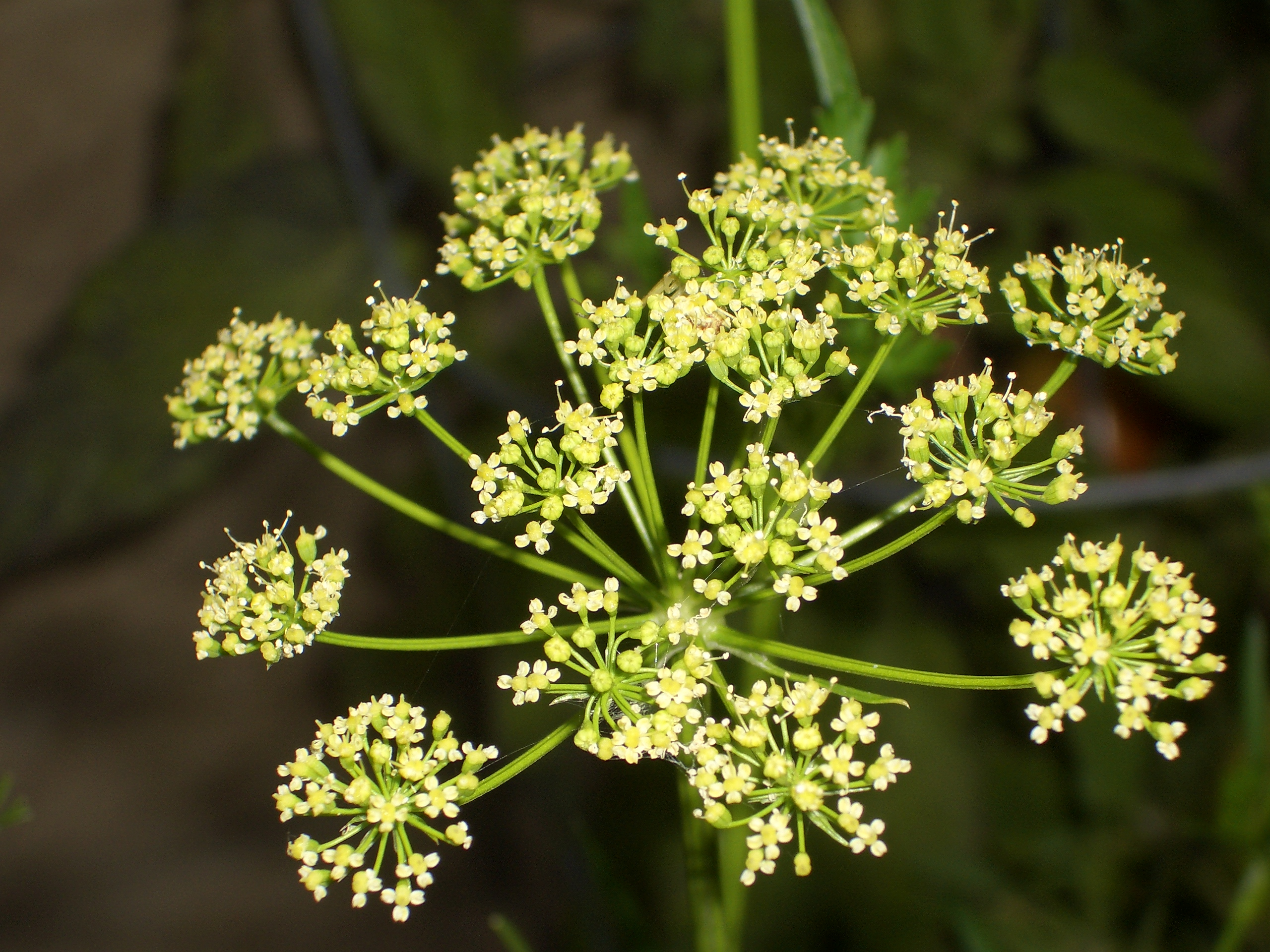
Flor de Salsinha de folha lisa
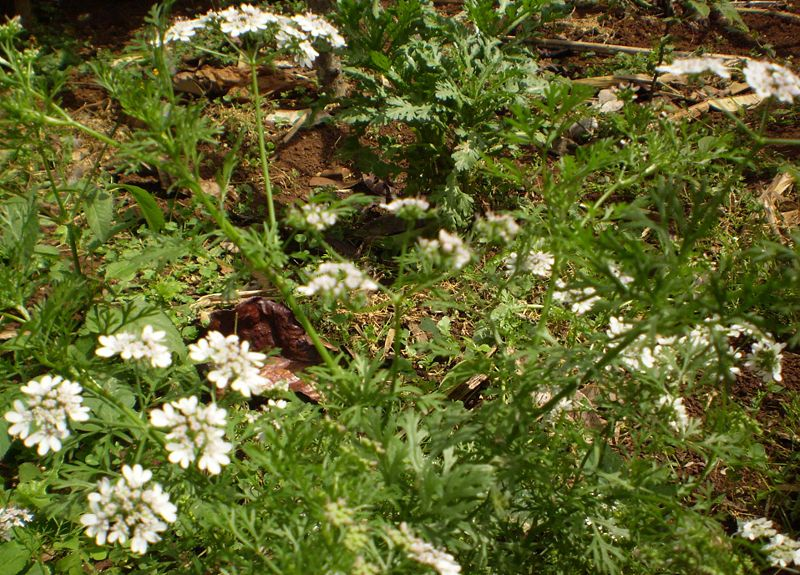
Flor branca
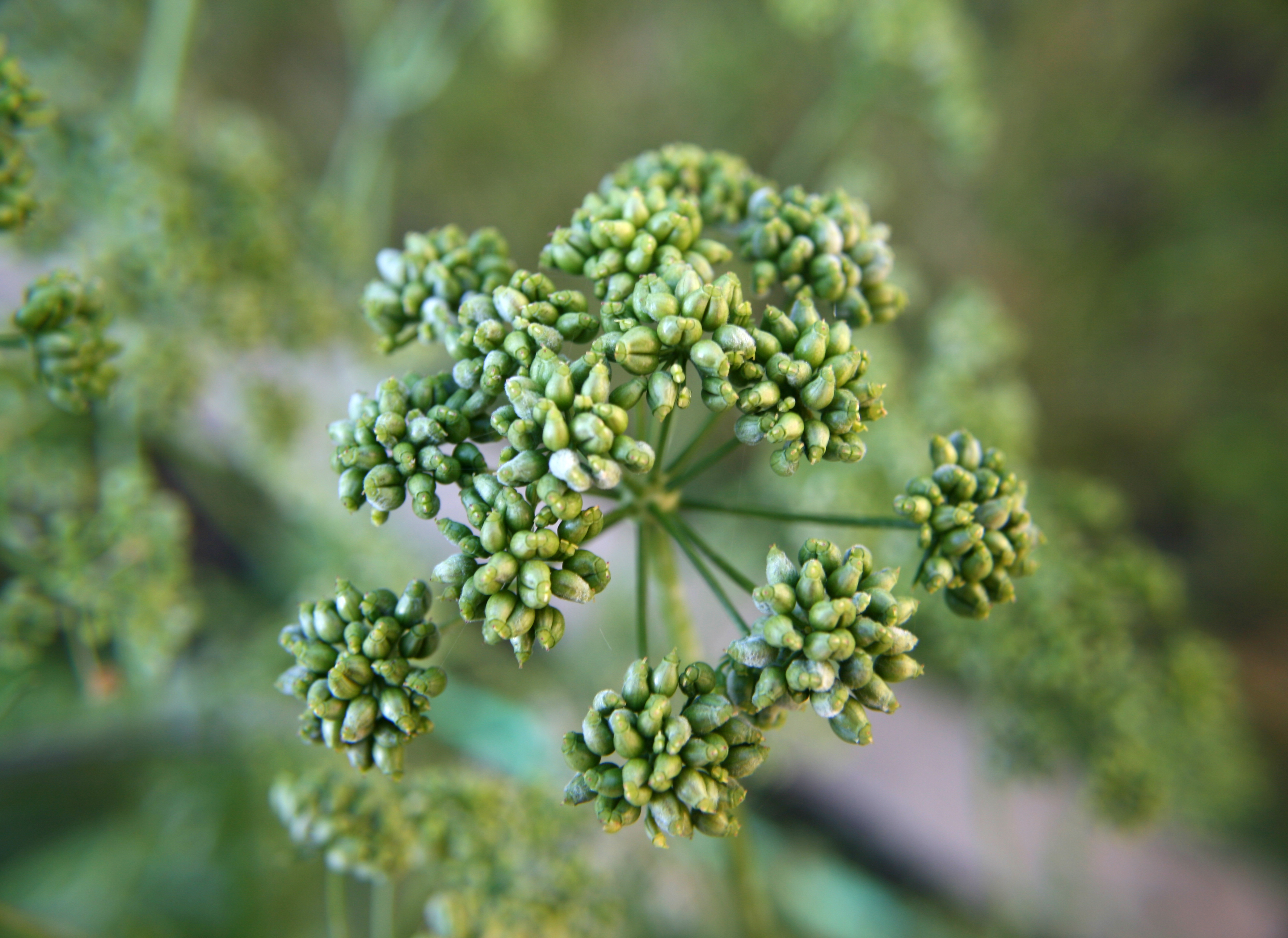
Sementes verdes
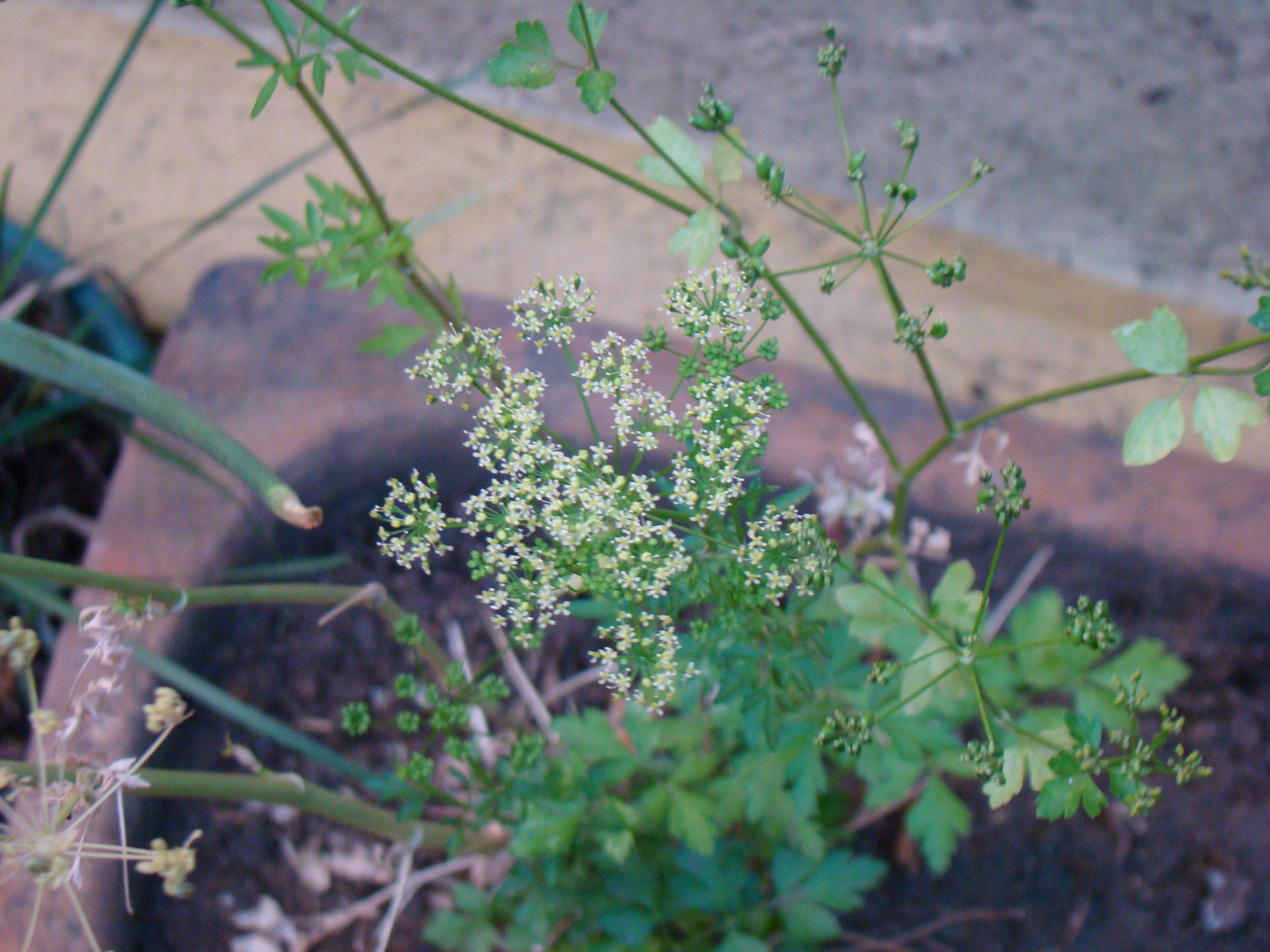
Flor de perejil